# Хант, Генри
Генри Джексон Хант (Henry Jackson Hunt) (14 сентября 1819 — 11 февраля 1889) — американский военный, генерал армии Союза, шеф артиллерии Потомакской армии в годы гражданской войны. Современники считали его крупнейшим специалистом своего времени по артиллерийской тактике и стратегии. Его участие (и неучастие) повлияло на исход многих решающих сражений гражданской войны, в частности, сражения при Малверн-Хилл, при Энтитеме, Фредериксберге, Чанселорсвилле и Геттисберге.

## Ранние годы
Хант родился на пограничном посту в Детройте (Мичиган) в семье артиллерийского офицера и выпускника Вест-Пойнта Самуэля Веллингтона Ханта. Его назвали в честь его дяди Генри Джексона Ханта, который был вторым мэром Детройта. Его дедом был полковник Томас Хант, который с отличием служил в Континентальной армии в годы американской войны за независимость. Ещё ребенком он в 1827 году сопровождал отца во время экспедиции на будущую Территорию Канзас, где тогда был основан форт Ливенворт. В 1835 году он поступил в военную академию Вест-Пойнт (по квоте от Мичигана) и окончил её 19-м по успеваемости в выпуске 1839 года.
После академии Хант был определён вторым лейтенантом во 2-й артиллерийский полк. Он служил на северном фронтире в Детройте, в Буффало (1839—1840) и гавани Сакеттс-Харбор (1840—1841), в гарнизоне форта Адамс в Род-Айленде (1841—1843 и 1845—1846) и в форте Коламбус  (1844—1845). 18 июня 1846 года Хант получил звание первого лейтенанта.
С 1846 года Хант был отправлен на войну в Мексику, где участвовал в осаде Веракруса в марте 1847 года, в сражении при Серро-Гордо, в захвате Сан-Антонио и сражении при Чурубуско. 20 августа 1847 года Хант получил временное звание капитана за храбрость при Чурубуско.
8 сентября 1847 года Хант был дважды ранен в сражении при Молино-дель-Рей, а затем участвовал в штурме Чапультепека. 13 сентября 1847 года он получил временное звание майора за Чапультепек.

## Гражданская война
Когда началась война, Хант был направлен в форт Пикенс во Флориде, где пробыл с 19 апреля по 28 июня 1861 года. Оттуда он был переведён в Вирджинию и участвовал в наступлении на Манассас. Во время первого сражения при Булл-Ран он командовал батареей из 4-х орудий, и после отступления прикрывал отвод армии. Когда разбитая армия Макдауэлла отошла к Вашингтону, Хант был назначен шефом артиллерии Вашингтона. Он находился на этой должности с 23 июля по 13 сентября 1861 года.
28 сентября 1861 года Хант получил звание полковника и был взят в штаб генерал-майора Джорджа Макклеллана, где ему было поручено сформировать и обучить артиллерийский резерв Потомакской армии. В то же время он был президентом комиссии, которая занималась тестированием нарезных орудий и снарядов.
Когда началась кампания на полуострове, у федеральной артиллерии начались проблемы. В то время артиллерия была распределена по бригадам и подчинялась пехотным генералам, которые не всегда умели правильно её использовать. Каждой дивизии был придан шеф артиллерии для надзора за её использованием, но генералы редко  обращались к ним за советом. Только к началу сражения при Малверн-Хилл главнокомандующий доверил Ханту распорядится артиллерией так, как тот считает нужным. Сконцентрировав 150 орудий, Хант смог отбить пехотную атаку противника и федеральная армия выиграла сражение, нанеся противнику урон в 5000 человек и потеряв всего 3000.
После завершения компании Потомакская армия была эвакуирована на транспортах в Северную Вирджинию, в Аквила-Крик. Из-за этой транспортировки артиллерия оказалась полностью дезорганизована: лошади оказались на кораблях одного типа, а орудия и артиллеристы - другого. Прибыв в Аквила-Крик, Хант обнаружил, что корпус Портера ушёл на соединение с Вирджинской армией, надеясь, что артиллерия нагонит его, когда приведет себя в порядок. В итоге батареи наскоро формировались и направлялись в Фалмут, где их присоединяли к любой случайной части. Часть артиллерии оказалась даже в подчинении другой армии. Когда Хант прибыл в Фалмут, он не застал там Портера и был вынужден пойти в подчинение корпусу Бернсайда.